# Bašovce
Bašovce este o comună slovacă, aflată în districtul Piešťany din regiunea Trnava. Localitatea se află la altitudinea de 165 m deasupra n.m., se întinde pe o suprafață de 4,04 km2 și în 2017 număra 345 de locuitori.

## Istoric
Localitatea Bašovce este atestată documentar din 1113.

## Demografie
| An:                | 1994 | 2004   | 2014   | 2024   |
| ------------------ | ---- | ------ | ------ | ------ |
| Număr de persoane: | 365  | 348    | 346    | 336    |
| Diferență:         |      | −4,65% | −0,57% | −2,89% |

| An:                | 2023 | 2024   |
| ------------------ | ---- | ------ |
| Număr de persoane: | 331  | 336    |
| Diferență:         |      | +1,51% |